# Cicle lític

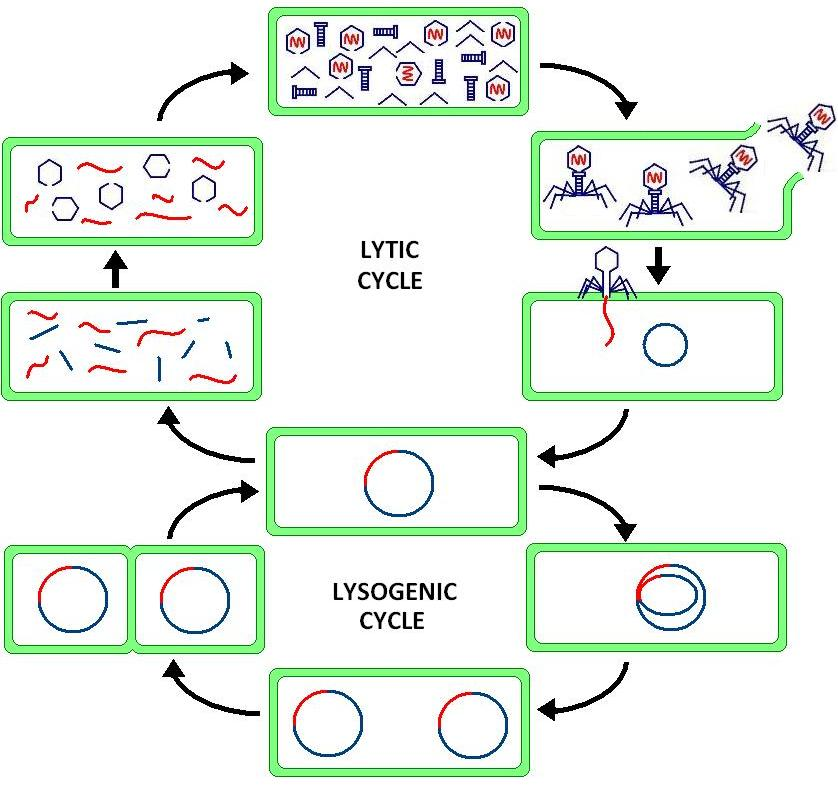
Cicle lític comparat amb el cicle lisogènic

El cicle lític és un dels dos cicles de la reproducció dels virus, l'altre mètode és el cicle lisogènic. El cicle lític dona com a resultat la destrucció de les cèl·lules i la seva membrana. Una diferència clau amb la lisogènia és que en el fag lític, l'ADN víric existeix com a molècula separada dins la cèl·lula bacteriana i es replica separadament de l'ADN bacterià de l'hoste.

## Descripció
Els virus del cicle lític s'anomenen virus virulents. El cicle lític té sis estadis. El primer estadi és el de la "penetració", el virus injecta el seu propi àcid nucleic dins la cèl·lula hoste. Aleshores els àcids vírics formen un cercle en el centre de la cèl·lula. La cèl·lula equivocadament copia els àcids vírics en lloc de fer-ho amb els seus propis àcids nucleics. A continuació l'ADN víric s'organitza com a virus dins la cèl·lula. Quan el nombre de virus dins la cèl·lula esdevé excessiu la membrana s'obre i allibera virus que infecten altres cèl·lules.